# Holt (Minnesota)
Holt – miasto w Stanach Zjednoczonych, w stanie Minnesota, w hrabstwie Marshall.